# Цілинна сільська рада (Цілинний район)
Ціли́нна сільська рада (рос. Целинный сельский совет) — сільське поселення у складі Цілинного району Алтайського краю Росії.
Адміністративний центр та єдиний населений пункт — село Цілинне.

## Населення
Населення — 4729 осіб (2019; 5276 в 2010, 5882 у 2002).